# ناوشکن میوکی
ناوشکن میوکی (به انگلیسی: Japanese destroyer Miyuki) یک کشتی بود که طول آن ۱۱۱٫۹۶ متر (۳۶۷٫۳ فوت) pp, 
۱۱۵٫۳ متر (۳۷۸ فوت) waterline
۱۱۸٫۴۱ متر (۳۸۸٫۵ فوت) overall

```
بود. این کشتی در سال 
۱۹۲۸
 ساخته شد.
```